# Zonheuvel (heuvel bij Doorn)
De Zonheuvel is een heuvel in de gemeente Utrechtse Heuvelrug in de Nederlandse provincie Utrecht. De heuvel ligt ten noorden van Doorn en ten zuidwesten van Maarn en maakt deel uit van de stuwwal Utrechtse Heuvelrug. In het noordwesten ligt de Maarnse Berg, in het zuiden de Sint-Helenaheuvel en in het zuidoosten ligt de Doornse Kaap.
De heuvel is op het hoogste punt ongeveer 46,4 meter hoog.
Op de Zonheuvel bevinden zich landgoed Zonheuvel, landgoed Stameren en landgoed Hoog Moersbergen.

## Naam
Heuvels met de naam Zonneberg of Zonneheuvel zouden vroeger gebruikt zijn als zonneofferplaats, zoals ook deze heuvel bij Doorn.

## Fotogalerij

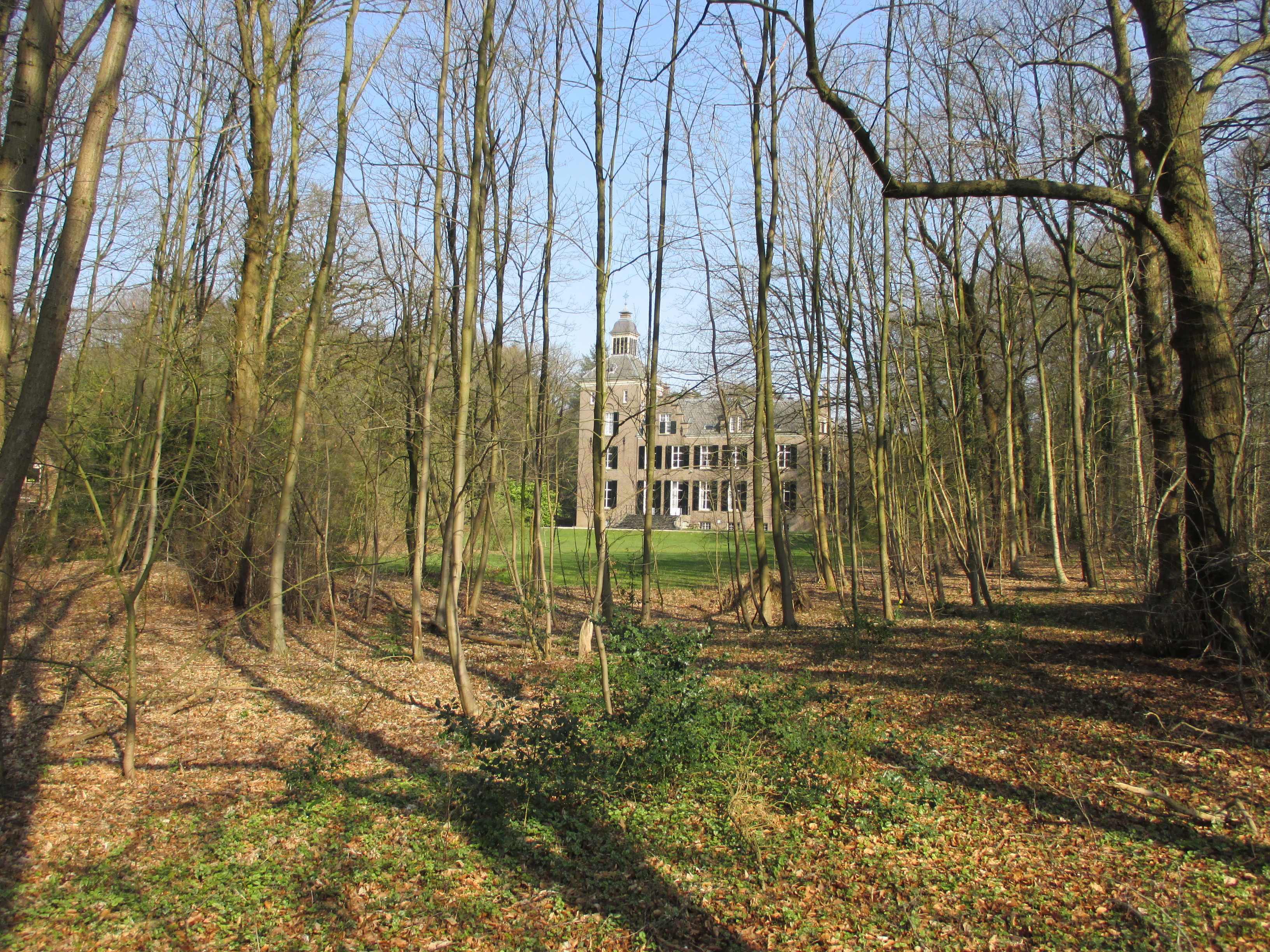
Landgoed Zonheuvel. Zichtbaar tussen de bomen: westgevel Maarten Maartenshuis.
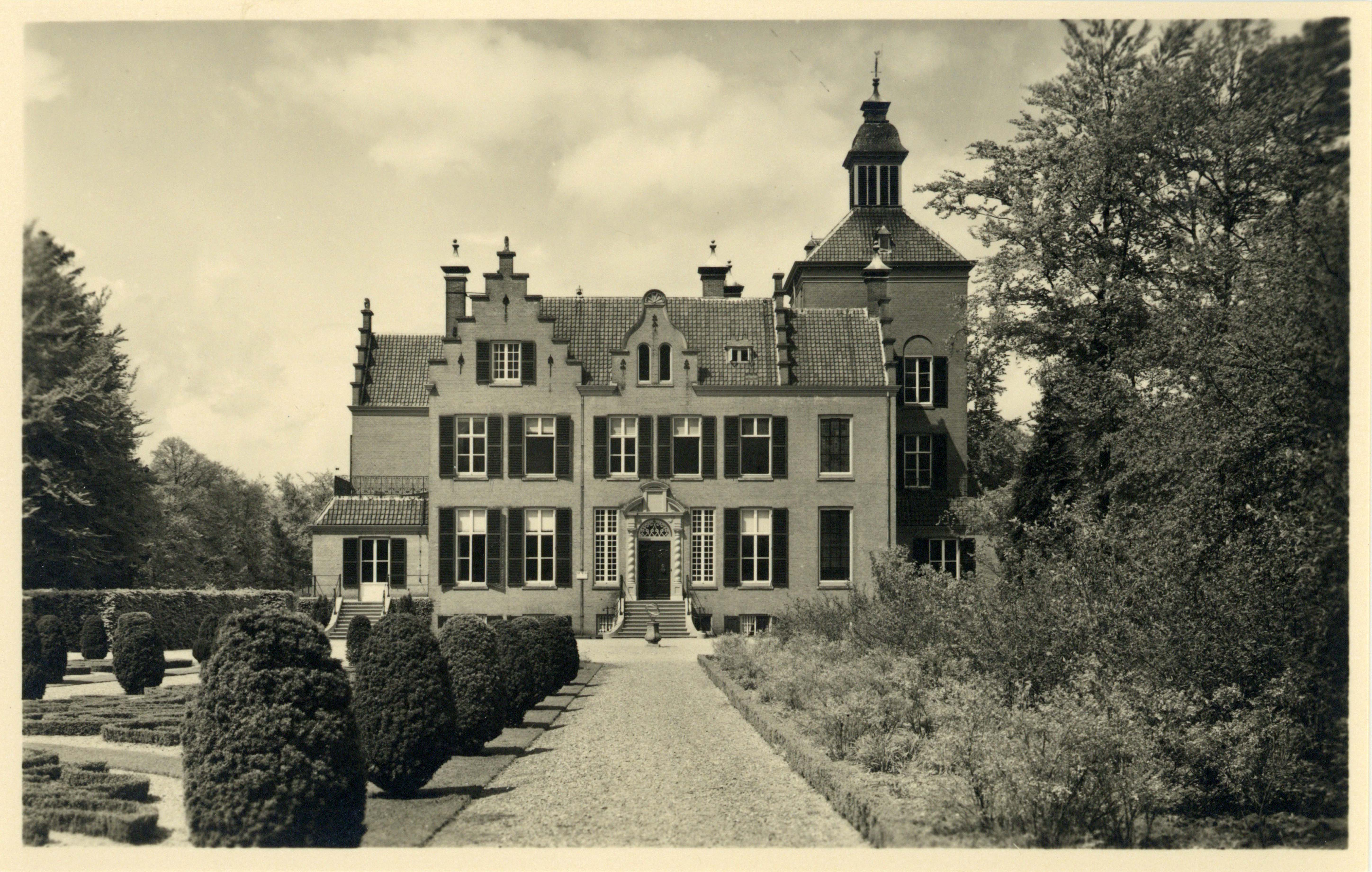
Maarten Maartenshuis (oostgevel) 1935
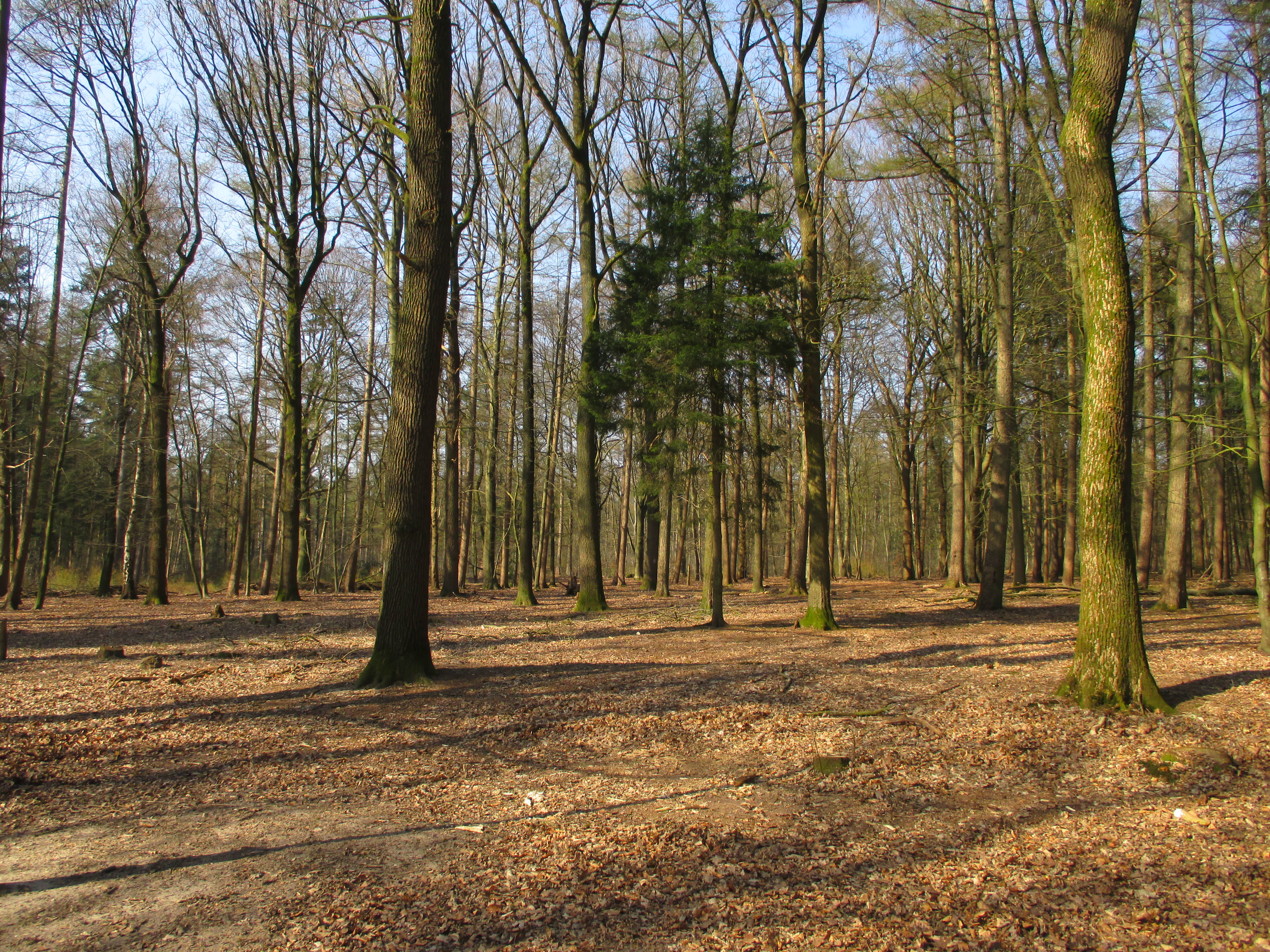
Gemengd bos op de Zonheuvel